# Taz Wanted
Taz Wanted est un jeu vidéo d'action-aventure développé par Blitz Games et édité par Infogrames, sorti en 2002 sur Windows, GameCube, PlayStation 2 et Xbox.
Il met en scène Taz, le diable de Tasmanie.

## Distribution
- Patrick Guillemin : Daffy Duck
- Patrick Préjean : Grosminet / Sam le pirate
- Patricia Legrand : Titi
- Benoît Allemane : Taz

## Accueil
- Jeux vidéo Magazine : 9/20 (XB)[1]
- Jeuxvideo.com : 11/20 (PS2/GC/XB)[2] - 8/20 (PC)[3]